# Cyrestis subobscurus
Cyrestis subobscurus är en fjärilsart som beskrevs av Swinhoe 1908. Cyrestis subobscurus ingår i släktet Cyrestis och familjen praktfjärilar. Inga underarter finns listade i Catalogue of Life.